# Logica trascendentale

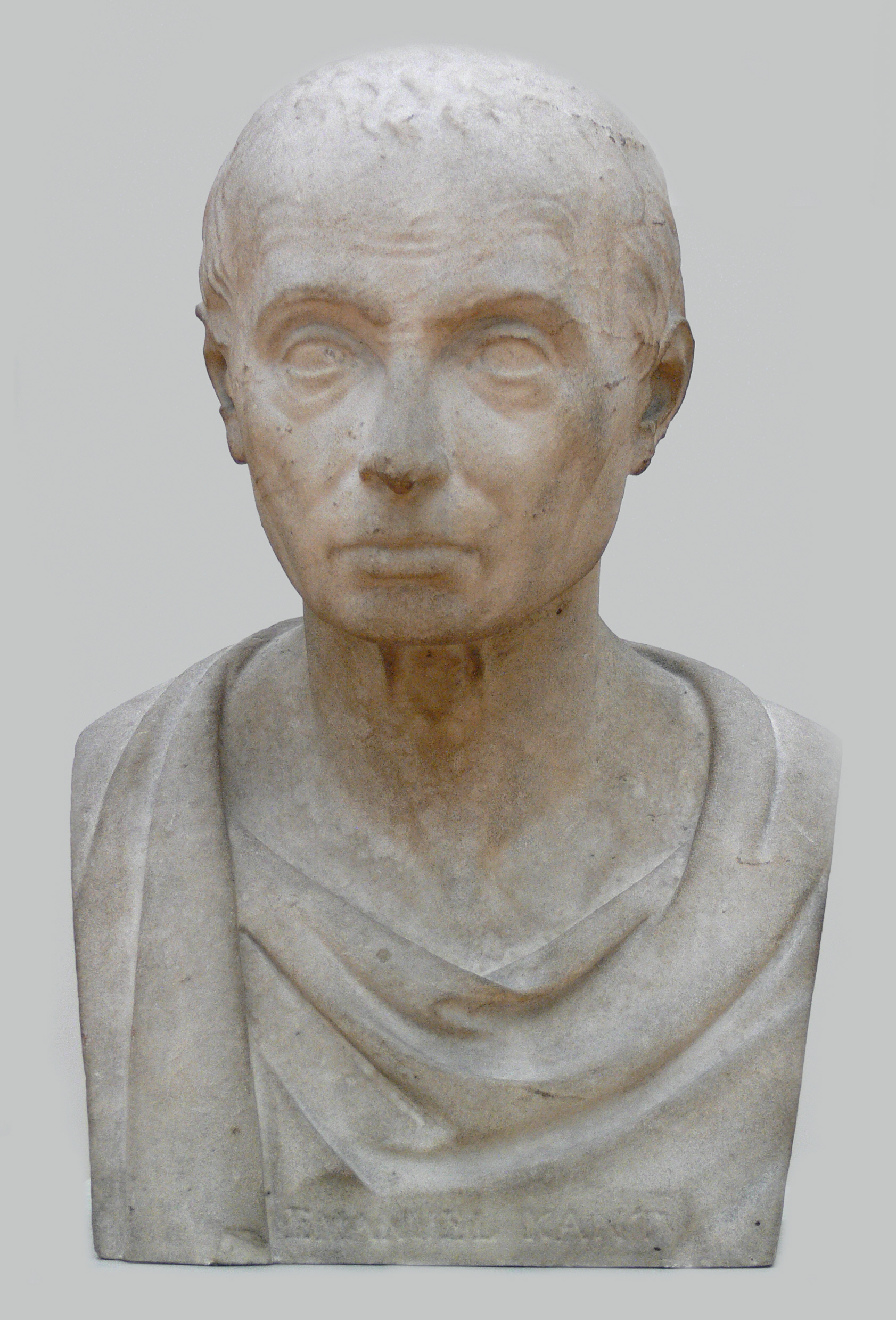
Busto di Immanuel Kant (1724-1804), opera di Emanuel Bardou esposta al Bode-Museum di Berlino

La Logica trascendentale è la seconda parte dell'opera Critica della ragion pura (1781; seconda edizione 1787), del filosofo prussiano Immanuel Kant (1724-1804). Rispetto alla prima parte (Estetica trascendentale), essa è assai più vasta. L'estetica trascendentale e la logica trascendentale fanno parte di quella "dottrina degli elementi" che intende raccogliere le parti costitutive essenziali di ogni cognizione. La prima studia le intuizioni (Anschauungen), la seconda i concetti (Begriffe).
A sua volta, la logica trascendentale è divisa in due parti, l'analitica trascendentale (che Kant definisce una "logica della verità") e la dialettica trascendentale (che è per Kant una "critica [dell']illusione dialettica" o "critica dell'intelletto e della ragione riguardo al loro uso iperfisico", cioè "al di là dei limiti dell'esperienza").
La Critica della ragion pura è così suddivisa:
- Dottrina trascendentale degli elementi
  - Estetica trascendentale
  - Logica trascendentale
    - Analitica trascendentale
    - Dialettica trascendentale
- Dottrina trascendentale del metodo

## Kant e la logica
In termini generali, per Kant la logica è la scienza delle regole formali dell'intelletto e dell'uso che l'intelletto fa dei concetti.
La logica formale (ma Kant parla piuttosto di "logica generale", allgemeine Logik, analogamente a diversi predecessori, come Jungius, Leibniz, Knutzen, Baumgarten), insieme alla matematica e alle scienze naturali, ha per il filosofo di Königsberg natura di paradigma metodologico. Nel caso della logica, questo carattere è una conseguenza della sua stabilità e solidità, ottenuta fin dai suoi inizi con Aristotele (cui pure Kant rimprovera un approccio "rapsodico" nella determinazione completa delle sue categorie). La logica è una scienza breve e generale, ma apoditticamente certa.
Da un lato, Kant esclude che facciano parte della logica formale aspetti che più propriamente appartengono alla psicologia, all'antropologia o alla metafisica. Per altro verso, Kant distingue le verità logiche da quelle matematiche: le prime sono puramente analitiche (fondate, cioè, su proposizioni che illustrano il concetto, senza aumentare la conoscenza), le seconde sono sintetiche, perché fondate su giudizi sintetici (proposizioni, cioè, che non si limitano a illustrare il concetto, ma che aumentano la conoscenza). La logica formale è per Kant un sistema completo, dotato di primi principi.
Per quanto egli non abbia mai pubblicato un trattato interamente dedicato alla logica, tracce del suo pensiero sulla logica sono rintracciabili nella Critica della ragion pura e nelle sue note manoscritte per le lezioni di logica all'università (pubblicate nel 1800 da uno studente di Kant, Gottlob Benjamin Jäsche). Un intenso dibattito si è sviluppato tra gli studiosi in merito all'idea kantiana di una logica come sistema apodittico: in particolare, ha fatto molto discutere la pretesa completezza della sua tavola dei giudizi.
Il suo contributo più importante consisté nella fondazione della logica trascendentale, intesa come scienza della possibilità di una conoscenza universale e necessaria degli oggetti. La logica formale, secondo Kant, offre alla logica trascendentale una traccia per determinare i propri concetti puri (che egli chiama categorie). Le categorie kantiane sono il risultato di una reinterpretazione delle forme logiche del giudizio come forme fondamentali della conoscenza di oggetti dati come intuizioni alla sensazione. Analogamente, seguendo le regole di inferenza dell'intelletto, Kant ricava quelle che egli chiama "idee della ragione", come forme metalogiche di applicazione dei concetti al di là dei confini dell'esperienza (quindi al di là della sensazione, oggetto dell'estetica trascendentale). Le idee della ragione sono il tema centrale della Dialettica trascendentale.

## Sensibilità e intelletto
Se un oggetto (o uno stato di cose) viene dato, esso modifica l'animo (Gemüth) attraverso una molteplicità di dati sensibili che lo rappresentano. Un'intuizione è per Kant tanto una forma particolare di rappresentazione (Vorstellung), derivata dalla capacità dell'animo di ricevere sensazioni, quanto il processo che permette al soggetto di acquisire la rappresentazione stessa. L'attività intellettuale è invece espressione di spontaneità: tramite essa e i suoi concetti gli oggetti vengono pensati. Il concetto è la rappresentazione di base richiesta per l'attività di pensiero: i concetti sono rappresentazioni generali, mentre le intuizioni rinviano a rappresentazioni singolari (o particolari). Tutti i pensieri (Denken) devono riferirsi direttamente (directe) o indirettamente (indirecte) a intuizioni.
Come nella parte dedicata all'estetica trascendentale Kant aveva isolato la sensibilità, in quanto capacità di ricevere intuizioni e quindi recettività della conoscenza, nella logica trascendentale egli intende isolare l'attività dell'intelletto, inteso come spontaneità della conoscenza. La spontaneità del pensiero consiste nel fatto che l'intelletto "produce da sé le rappresentazioni": la sua attività è dunque esercitata a prescindere da che l'animo riceva un'intuizione sensibile. Scrive Kant:
Sensibilità e intelletto sono, secondo Kant, le "due fonti basilari" da cui emana la conoscenza umana. La prima fa sì che un oggetto ci venga (come dice Kant) "dato" come impressione, mentre il secondo che l'oggetto venga "pensato" mediante concetti. Nessuna delle due fonti può sostituire l'altra: una conoscenza, per dirsi tale, non potrà mai contenere concetti privi di intuizione o intuizioni prive di concetto. Come osserva Kant, in una delle frasi più celebri dell'intera opera:
I pensieri senza contenuto non dicono nulla di ciò che esiste né è in alcun modo misurabile la loro applicabilità a ciò che esiste. Essi non possono essere giudicati veri o falsi, perché mancano di un riferimento al mondo. Quanto al molteplice offerto dai sensi, esso è indifferenziato, indiscriminato, per cui non rinvia né a oggetti né a stati di cose (che sono frutto di discriminazione). Né i ruoli di sensibilità e intelletto possono essere scambiati: "L'intelletto non può intuire nulla, e i sensi non possono pensare nulla".
Tanto le intuizioni quanto i concetti possono essere empirici o puri, a seconda che queste rappresentazioni abbiano in sé qualcosa di originato in una sensazione o meno. Se la sensazione è la materia della conoscenza sensibile, "l'intuizione pura contiene [...] unicamente la forma, sotto cui un qualcosa viene intuito" e, altrettanto, "il concetto puro contiene soltanto la forma del pensiero di un oggetto in generale".
Anche se entrambe le fonti della conoscenza sono necessarie perché possa esserci conoscenza, è importante per Kant distinguerle. L'estetica, affrontata nella parte precedente, è "la scienza delle regole della sensibilità in generale", mentre la logica è "la scienza delle regole dell'intelletto in generale".

## Logica generale e logica trascendentale
Sempre nell'introduzione alla logica trascendentale, Kant opera una serie di distinzioni tra le varie forme di logica, per chiarire che la logica trascendentale è una certa forma di logica pura che è a priori e che però non prescinde dalla diversità degli oggetti pensati. Schematizzando:
- Logica
  - Logica particolare (besondere Logik): consiste di regole dell'intelletto riferibili "ad una certa specie di oggetti"; è "l'organon di questa o quella scienza" cioè l'insieme di "regole sul modo in cui si possa costituire una scienza di [determinati] oggetti".
  - Logica generale (allgemeine Logik): è la "logica elementare" (o quel che generalmente si chiama logica), un insieme di regole dell'intelletto che (al contrario di ciascuna logica particolare e della logica trascendentale) prescinde dalla diversità degli oggetti, in quanto considera soltanto le relazioni tra i pensieri.[17] Tale logica generale verifica solo che una conoscenza "non contraddica se stessa"[18] e consiste dunque solo dell'"accordo della conoscenza con se stessa"[19].
    - Logica generale pura: fa "astrazione da tutte le condizioni empiriche"; "si occupa [...] soltanto di principi a priori, ed è un canone[20] dell'intelletto e della ragione, solo però riguardo al carattere formale del loro uso" (in quanto astrae dal contenuto). Nell'astrarre da qualsiasi contenuto, la logica generale pura si occupa soltanto di relazioni tra pensieri.[15]
    - Logica generale applicata: contiene anch'essa regole d'uso dell'intelletto, ma non astrae dalle condizioni empiriche studiate dalla psicologia e cioè "dall'influsso dei sensi, dal gioco dell'immaginazione, dalle leggi della memoria, dalla forza dell'abitudine, dall'inclinazione, ecc., e quindi anche dalle fonti dei pregiudizi"; la logica generale applicata è ancora un logica che prescinde dalla diversità degli oggetti, ma ha principi empirici; in tal senso, dice Kant, essa non sarà mai "né un canone dell'intelletto in generale (Kanon des Verstandes überhaupt), né un organon di scienze particolari (Organon besonderer Wissenschaften)", limitandosi ad essere "uno strumento purificatore dell'intelletto comune (Katharticon des gemeinen Verstandes)". La logica applicata è "una rappresentazione dell'intelletto e delle regole del suo necessario uso in concreto, cioè sotto le condizioni accidentali del soggetto [...]. Essa tratta dell'attenzione, degli impedimenti e delle conseguenze di questa, dell'origine dell'errore, dello stato di dubbio, di scrupolo, di convinzione, ecc."

La logica generale pura "è propriamente scienza, benché breve e arida". Astrae dal contenuto e dalla diversità degli oggetti (siano essi puri o empirici) e non ha principi empirici; per questo essa non ha alcun rapporto con la psicologia (osserva Kant contro lo psicologismo). È interamente a priori.
Ora, in analogia con quanto risulta dall'estetica trascendentale, che ha constatato l'esistenza di intuizioni empiriche e di intuizioni pure, possono forse esistere, suppone Kant, anche concetti empirici e concetti puri, cioè concetti che si riferiscano a priori agli oggetti. Una logica che astraesse da tutti i contenuti empirici e che pure non rinunciasse ad un riferimento al contenuto puro studierebbe l'origine di questi pensieri in quanto essa non è data dagli oggetti stessi (non è cioè empirica); la logica generale, al contrario, resta indifferente all'origine dei pensieri considerati. Questo nuovo tipo di logica, la logica trascendentale, si occupa dunque delle origini delle conoscenze e dunque, proprio in quanto trascendentale, delle condizioni di possibilità e di validità di tali conoscenze. Le forme del pensiero sono per Kant strumenti per ridurre il molteplice sensoriale a unità nella coscienza. La coscienza rappresenta l'istanza più estrema di questa unificazione. Quest'unità astratta non va intesa come un mero principio di associazione tra rappresentazioni, che in ultimo dipende da stati soggettivi e non può determinare alcuna autentica unità. L'approccio di Kant alla logica è, secondo Kovač, mentalista e antipsicologista.
Mentre la logica generale astrae dal contenuto della conoscenza, la logica trascendentale ha un contenuto, dato però alle condizioni poste dalla sensibilità e dalle forme pure di intuizione (spazio e tempo). Senza il molteplice sensibile, la stessa logica trascendentale resterebbe vuota. Quando Kant parla di un "contenuto" in relazione alla logica trascendentale, intende, osserva Buroker, "il riferimento ad un dominio esistente. Dato che gli esseri umani hanno accesso alle cose che esistono solo attraverso l'intuizione, il molteplice dei dati nello spazio e nel tempo restringe il dominio dei nostri giudizi sulla realtà".
La logica trascendentale implica tre domande di fondo:
1. qual è l'origine dei concetti puri?
2. in che misura questi concetti puri possono essere legittimamente usati?
3. qual è la validità oggettiva di questi concetti puri?

La prima domanda equivale a chiedersi come sia possibile una cognizione a priori. La seconda domanda ha natura critica, in quanto rinvia alla necessità di porre limiti all'uso dell'intelletto. La terza domanda ha natura trascendentale, in quanto equivale a chiedersi in che modo questi concetti puri rendano possibile l'esperienza. Com'è d'abitudine in Kant, l'approccio trascendentale punta a determinare origine, estensione e validità delle conoscenze a priori.
Nella sezione IV dell'introduzione alla logica trascendentale, Kant illustra l'opportunità di distinguere in essa una "analitica trascendentale" e una "dialettica trascendentale". Analitica è parola che deriva dal verbo greco ἀναλύω (analúō, 'io sciolgo la materia nei suoi elementi costitutivi'). L'analitica trascendentale, dunque, "espone gli elementi della conoscenza pura dell'intelletto e i principi senza i quali un oggetto non può essere in alcun modo pensato". Essa è cioè una descrizione di come possa essere possibile una cognizione, non già dal lato dell'intuizione (la fonte di conoscenza già studiata nell'estetica trascendentale), ma dal lato dell'attività spontanea dell'intelletto tramite concetti. L'esistenza di una dialettica trascendentale è invece così illustrata da Kant:
La sezione intitolata Dialettica trascendentale sarà quindi "una critica di questa illusione dialettica, e si chiama dialettica trascendentale, non già in quanto arte di suscitare dogmaticamente una siffatta illusione (un'arte, purtroppo assai in voga, di molteplici imposture metafisiche), bensì in quanto critica dell'intelletto e della ragione riguardo al loro uso iperfisico".
Il riferimento agli allettamenti ad un uso iperfisico dell'intelletto è una ripresa dell'apertura della prefazione alla prima edizione, dove Kant aveva scritto:
La dialettica trascendentale consisterà dunque in una diagnosi e in una correzione degli errori prodotti da un uso illimitato dell'intelletto, che è poi l'uso della ragione in senso stretto. Le vere illusioni sono dunque questi errori della ragione usata dialetticamente, non già le apparenze.
La distinzione tra analitica e dialettica è ripresa da Aristotele, secondo il quale la prima si occupa di conoscenze vere e la seconda di conoscenze solo probabili. Contro Platone, che considerava la dialettica unico e vero sapere (episteme), Kant ritiene che la dialettica sia una logica della probabilità.

## I concetti
Il ruolo dei concetti in Kant è importante in particolare in relazione alla sua "rivoluzione copernicana" e quindi in chiave anti-empirista. In sostanza, l'esperienza in sé non può fornire, secondo Kant, le sue stesse condizioni di possibilità. In termini generali, i concetti in Kant possono essere intesi come condizioni concettuali del pensiero di oggetti intuiti attraverso la sensibilità. Non derivando dalla stessa esperienza, tali condizioni devono essere a priori. La relazione tra pensiero e oggetti pensati è sostenuta non dall'esperienza di oggetti reali, ma da quelle stesse condizioni a priori. Vi è dunque in ogni esperienza un contenuto interamente fornito dal soggetto pensante, che è "il puro pensiero di un oggetto".
I concetti, per Kant, sono rappresentazioni generali, in quanto non si riferiscono mai immediatamente ad un oggetto (com'è invece il caso delle intuizioni sensibili), ma solo ad altre rappresentazioni (siano esse intuizioni o altri concetti). Così nel giudizio "ogni metallo è un corpo" (esempio di Kant), il concetto 'metallo' non si riferisce ad un'intuizione sensibile, ma ad altri concetti, comunque ricavati, in ultimo, da intuizioni. Il concetto è l'unificazione di varie notae.
L'unità rappresentata dal concetto raccoglie e unifica la molteplicità sensibile. Tale unità è nel senso di una "nota comune" (nota communis). La nota comune è una caratteristica (data come rappresentazione) comune a diverse rappresentazioni. Così, ad esempio, a fronte di diverse rappresentazioni relative a vari corpi, il soggetto può, attraverso le note comuni ad alcune di queste rappresentazioni, isolare il concetto di 'animale'. Come osserva Kovač, "La forma di un concetto come nota comune è l'universalità, mentre la sua materia sono gli oggetti".
Un concetto è prodotto da tre operazioni dell'intelletto: comparazione, riflessione e astrazione.
- La comparazione determina identità e differenze tra oggetti. L'identità è del concetto, contenuto in diverse rappresentazioni. Ciascuna rappresentazione potrà poi avere altre note, diverse da quelle contenute nelle altre rappresentazioni. Sono queste ultime che determinano le differenze tra oggetti.
- La riflessione consiste nell'isolamento della nota comune, che è "fondamento di conoscenza" (Erkenntnisgrund) degli oggetti. La forma attraverso cui concepiamo oggetti diversi in unità è l'universalità.
- L'astrazione consiste nel non considerare le differenze tra oggetti, trattenendo nella coscienza solo la nota comune.

Tutte queste operazioni sono espressione dell'attività spontanea dell'intelletto.
Ciascun concetto appartenente ad una singola rappresentazione ha una propria unità analitica, ma al contempo esso è sinteticamente legato ad altre note. Ciascun concetto presuppone dunque una unità sintetica della coscienza. Scrive Kant:
L'atto di sintesi consiste quindi nel raccogliere e collegare il molteplice dato, affinché l'intelletto riporti il tutto a concetti.
Con la Logica di Port-Royal (1662) di Antoine Arnauld e Pierre Nicole si era affermata nella logica tradizionale la distinzione tra comprensione (o sfera) ed estensione (o contenuto) di un concetto. Questa caratteristica dei concetti è ripresa e illustrata nella Jäsche-Logik. Oltre a riprendere il rapporto di proporzionalità inversa che intercorre tra comprensione ed estensione, Kant indica che i concetti sono in rapporto di genere e specie. Ciascun concetto, cioè, nella sua comprensione, ha diversi concetti sovraordinati che lo definiscono e, inversamente, è in ciascun concetto della sua estensione. L'astrazione conduce sempre più in alto nella catena dei concetti sovraordinati. La determinazione è il processo di orientamento opposto. Il rapporto tra concetti di pari livello è detto "coordinazione", quello di un concetto inferiore ad uno ad esso sovraordinato è detto "subordinazione". Non esiste, secondo Kant, un punto finale in direzione dei concetti inferiori (specie inferiori), poiché anche il più specifico dei concetti può essere ulteriormente determinato da un'ulteriore nota. I concetti che hanno la stessa estensione sono detti "reciproci".

## I giudizi
Come spiega Kovač, il giudizio (Urtheil) è per Kant "il modo di portare le rappresentazioni date all'unità oggettiva dell'autocoscienza". L'unico uso logico dei concetti è legato alla formulazione di giudizi. Nel giudizio, un concetto, che funge da predicato, è messo in relazione ad una classe di oggetti attraverso un'altra rappresentazione (il soggetto), che sta come condizione. Con ciò Kant rimarca la differenza tra concetto e intuizione (solo quest'ultima si relaziona direttamente agli oggetti).
Come osserva Marcucci, "[la] funzione unificatrice, che sta alla base di ogni concetto, sta alla base anche di ogni giudizio. È proprio attraverso il giudizio che io unifico [...] nel concetto di corpo quello di metallo". Scrive Kant:
In altre parole, nessuna conoscenza deriva dalla mera intuizione di un corpo particolare o di un gruppo di corpi. Nemmeno il pensiero della totalità dei corpi reca di per sé conoscenza, se ad esso non viene connessa la proprietà della divisibilità. E, ancora, questa conoscenza può essere espressa come assertoria o come solo possibile.

## Analitica trascendentale
Ruolo dell'analitica trascendentale è ritrarre l'intelletto, cioè la facoltà di pensare e giudicare, e di mostrare i termini della conoscenza empirica, e cioè come gli oggetti intuiti, ma anche gli stessi spazio e tempo, diventino oggetto del pensiero. L'analitica dunque esamina la struttura dell'esperienza, ma dal lato intellettuale e concettuale, così come nell'estetica trascendentale era stato esaminato l'aspetto intuitivo dell'esperienza.
L'analitica trascendentale è divisa in tre parti: Libro I (Analitica dei concetti), Libro II (Analitica delle proposizioni fondamentali) e un'appendice (Sull'anfibolia dei concetti di riflessione).
Nell'analitica dei concetti, Kant sostiene che esistono dodici concetti puri (che egli chiama "categorie"): essi sono a priori e stanno alla base di tutti i concetti empirici. L'indicazione della loro origine è offerta in un capitolo dedicato alla "deduzione metafisica". Resta dubbio che la loro applicazione alle intuizioni sia legittimo: a questo scopo, Kant imbastisce anche una "deduzione trascendentale". Qui Kant illustra quella che egli chiama "appercezione", indicata come condizione fondamentale di ogni cognizione. Questa nozione viene indicata da Kant con diversi nomi: "appercezione trascendentale", "l'originale e necessaria coscienza dell'identità del sé", l'"appercezione pura", l'"appercezione originale", l'"unità trascendentale della coscienza di sé" o, ancora, l'"unità trascendentale dell'appercezione".
Nel primo capitolo dell'analitica delle proposizioni fondamentali, Kant illustra la nozione di "schematismo", sostenendo che le categorie devono essere adattate perché siano applicabili alle intuizioni. Segue poi un Sistema dei principi dell'intelletto puro, diviso in quattro parti, dedicate rispettivamente agli assiomi dell'intuizione, alle anticipazioni della percezione, alla analogie dell'esperienza, ai postulati del pensiero empirico. Particolarmente importante è la parte dedicata alle analogie, scritta soprattutto in polemica con David Hume. Nella sezione sui postulati Kant inserisce (nella seconda edizione) una Confutazione dell'idealismo, tesa a rimarcare le contraddizioni dello scetticismo. Relativamente estraneo al tema centrale dell'analitica è infine un capitolo sulla distinzione tra fenomeno e noumeno. Chiude l'analitica l'appendice sull'anfibolia.

## Edizione italiana citata
- Critica della ragione pura, Introduzione, traduzione e note di Giorgio Colli, Torino, Einaudi, 1957. - nuova ed. riveduta con le varianti, Milano, Adelphi, 1976.